# (39641) 1995 KM1
1995 كي أم 1 (ويعرف أيضًا باسم (39641) 1995 كي أم 1 وفق تسمية الكوكب الصغير) (بالإنجليزية: 1995 KM1)‏ هو كويكب ضمن حزام الكويكبات؛ وترتيبه 39641 من حيث الاكتشاف.
اكتُشف هذا الجُرم الفلكي بواسطة Antonio Vagnozzi ‏ في 29 مايو 1995.

## وصلات خارجية
- (39641) 1995 KM1 في قاعدة بيانات مختبر الدفع النفاث لأجرام النظام الشمسي الصغيرة

- الاكتشاف · مخطط المدار ·  العناصر المدارية · المعلمات المادية

- (39641) 1995 KM1 على موقع ويكي سكاي: DSS2, SDSS, GALEX, IRAS, Hydrogen α, X-Ray, Astrophoto, Sky Map, Articles and images